# Ашхабадски метрополитен
Ашхабадският метрополитен (на туркменски: Aşgabat metro) е метро, строителството на което се планира в Ашхабад, столицата на Туркменистан.
През 2008 г. губернаторът на Санкт Петербург, Валентина Матвиенко, и кмета на Ашхабад, Дърягелди Оразов, обсъждат перспективата за строителство на метрополитен в Ашхабад.

## Проект
През 2008 се обявява предстоящото строителство на метрополитена. През 2014 г. президентът Гурбангули Бердимухамедов възлага на украинската строителна асоциация „Интербудмонтаж“ да проучи въпроса за строителството на метро в Ашхабад във връзка с увеличението на столичното население.